# جيلبرتو راميريز
جيلبرتو راميريز (بالإسبانية: Gilberto Ramírez)‏ مواليد 16 يونيو 1991 في ولاية سينالوا، المكسيك، هو ملاكم محترف مكسيكي يصنف ضمن فئة وزن فوق المتوسط. حقق بطولة منظمة الملاكمة العالمية.

## إحصائيات
خاض خلال مسيرته 34 نزالا، فاز في 34 ولم يخسر. فاز بالضربة القاضية في 24 نزالا.

## روابط خارجية
- جيلبرتو راميريز على موقع بوكس ريك (الإنجليزية) (registration required)